# Adenanthos cunninghamii
Adenanthos cunninghamii är en tvåhjärtbladig växtart som beskrevs av Meissner. Adenanthos cunninghamii ingår i släktet Adenanthos och familjen Proteaceae. Inga underarter finns listade i Catalogue of Life.